# Lex Metilia
La Lex Metilia va ser una antiga llei romana proposada pel tribú de la plebs Marc Metili l'any 217 aC quan eren cònsols Gneu Servili Gemin i Gai Flamini.
La llei es va pensar per afavorir Marc Minuci Rufus, magister equitum de Quint Fabi Màxim, nomenat dictador en la guerra contra els cartaginesos, quan a la batalla del llac Trasimè el cònsol Gai Flamini va ser derrotat. Però el senat desconfiava del dictador que portava una estratègia molt pausada (se l'anomenà amb el malnom de "lent" o "mandrós"). El senat va cridar Fabi Màxim a Roma amb l'excusa d'una celebració religiosa i al marxar va ordenar a Rufus no combatre en la seva absència, però Minuci Rufus no el va obeir. El poble afavoria la política radical de Rufus i no aprovava les tàctiques cautes de Fabi Màxim. En haver desobeït, Fabi Màxim havia de castigar el magister equitum, el seu subordinat, i la llei es va establir per tal de salvar Rufus, al que es va nomenar vice-dictador junt amb el dictador, i se li conferien les seves mateixes facultats. Quan més tard Rufus va ser derrotat el va salvar Fabi Màxim, i des d'aquell moment va acceptar les ordes del seu superior i la llei va quedar obsoleta.